# Chloroclystis nigrilineata
Chloroclystis nigrilineata là một loài bướm đêm trong họ Geometridae.